# Flugplatz Schaffhausen

i7
i11
i13
Der Flugplatz Schaffhausen, auch Flugplatz Schmerlat genannt, (ICAO-Code LSPF) ist ein Segelflugfeld in den Gemeinden Neunkirch und Löhningen im Kanton Schaffhausen. Der Flugplatz ist der einzige Flugplatz des Kantons und gleichzeitig der nördlichste der Schweiz.

## Geschichte
Das Flugfeld wird von der 1933 gegründeten Segelfluggruppe Schaffhausen seit ebendann betrieben.
Während 35 Jahren war mit der Neukom Composite ein Betrieb am Flugplatz angesiedelt, welcher Wartung und Reparaturen von Segelflugzeugen anbot, aber auch selber Flugzeuge baute wie die Neukom Elfe. Ab 2023 wurde der Betrieb umbenannt in Schmerlat Aviation AG und bewarb sich um eine Zertifizierung als CAO-Betrieb (Combined Airworthiness Organisation).

## Zwischenfälle
Am Abend des 27. August 2016 stürzte dort eine einmotorige Maschine des Typs Robin DR 400 (Luftfahrzeugkennzeichen HB-EQN) kurz nach dem Start ab. Vier Personen wurden verletzt, rund 80 Mann Rettungskräfte waren im Einsatz. Eine der verletzten Personen starb zwei Wochen später im Krankenhaus.

## Fussnoten
1. ↑  LTB Peter Neukom GmbH, Archivversion
2. ↑  Schmerlat Aviation AG, Archivversion
3. ↑  Pressebericht Südkurier vom 28. August 2016
4. ↑  Polizeiticker.ch vom 27. August 2016
5. ↑  Unfallbericht Robin DR.400 HB-EQN, Aviation Safety Network WikiBase (englisch), abgerufen am 8. Juli 2017.